# Warren T. McCray
Warren Terry McCray, född 4 februari 1865 i Newton County, Indiana, död 19 december 1938 i Kentland, Indiana, var en amerikansk republikansk politiker. Han var Indianas guvernör 1921–1924. McCray råkade i konflikt med Ku Klux Klan efter att ha använt sin vetorätt mot lagförslag som de hade stött.
McCray var en framgångsrik affärsman och jordbrukare i Indiana. Mellan 1904 och 1912 satt han som styrelseledamot för mentalsjukhuset Northern Hospital for the Insane. Mellan 1917 och 1918 satt han sedan i Purdue Universitys styrelse.
McCray efterträdde 1921 James P. Goodrich som guvernör och efterträddes 1924 av Emmett Forrest Branch. Han avgick ett år i förtid eftersom han hade blivit dömd för postbedrägeri. Skandalen stärkte Ku Klux Klans ställningar i Indiana och banade väg för Edward L. Jackson som sedan vann guvernörsvalet med klanens stöd. McCray fick sitta i fängelse i tre år men fick senare full benådning av president Herbert Hoover. McCray avled 1938 och gravsattes på Fairlawn Cemetery i Kentland.